# Petersius conserialis
Petersius
Genre
Espèce
Petersius conserialis, unique représentant du genre Petersius, est une espèce de poissons d'eau douce de la famille des Alestidae.

## Répartition
Petersius conserialis est endémique de l'Est de la Tanzanie où ce poisson se rencontre dans les bassins des fleuves Ruvu et Rufiji. Cette espèce est présente dans les cours d’eau sablonneux et les lacs de plaine inondables présentant des rivages boisés, broussailleux ou herbeux.

## Description
Petersius conserialis peut mesurer jusqu'à 145 mm de longueur totale pour les mâles.

## Classification
Le genre Petersius et l'espèce Petersius conserialis ont été décrits en 1894 par le zoologiste et paléontologue allemand Franz Martin Hilgendorf (d) (1839-1904).

## Étymologie
Le nom générique, Petersius, a été donné en l'honneur du naturaliste allemand Wilhelm Peters (1815–1883) qui rapporta d'Afrique une très grande collection de spécimens. Hilgendorf était très étonné de voir que Peters soit honoré en botanique (avec le genre Petersia) mais aucunement en zoologie.

## Publication originale
- (de) Hilgendorf, « Eine neue Characinidengattung, Petersius, aus dem Kinganiflusse in Deutsch-Ostafrika, und sprach über die sonstigen von Dr. Stuhlmann dort gesammelten Fische », Sitzungsberichte der Gesellschaft Naturforschender Freunde zu Berlin, Berlin, vol. 1894,‎ 1894, p. 172-173 (ISSN 0037-5942, lire en ligne, consulté le 11 décembre 2023).